# Serapis tempel, Quirinalen
Serapis tempel på Quirinalen i Rom var en helgedom tillägnad Serapis och Isis. Det var ett monumentalt tempel som under sin samtid tillhörde de största i Rom. 